# Amanishajeto

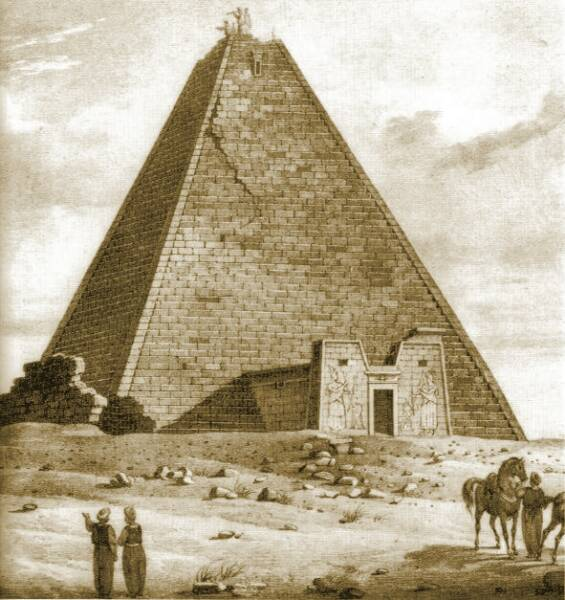
La pirámide de Amanishajeto, en Wad Ban Naga, Meroe.

Amanishajeto (Amanishakheto) fue una reina (candace) de Nubia. Se estima que reinó desde la década del 10 a. C. hasta c. 1 d. C., aunque la mayoría de las fechas de la historia nubia antes de la Edad Media son bastante inciertas.

## Testimonios de su época
El nombre de Amanishajeto está grabado en varios monumentos; destacándose en el templo de Amón, en Kawa, también aparece en una estela de Meroe; en las inscripciones de un palacio en construcción encontrado en Wad ban Naqa; también figura en dos estelas encontradas en Qasr Ibrim y en Naqa, y en su pirámide en Meroe (la número seis). También es citada en la Biblia, en los Hechos de los Apóstoles (Hechos 8:27).
Amanishajeto es más conocida por sus tesoros de joyería, descubiertos en 1832 por el explorador italiano Giuseppe Ferlini. Su palacio fue uno de los más grandes hasta ahora identificados, pues medía alrededor de 61 metros de largo y cubrían sus dominios cerca de 3700 metros cuadrados. Las piezas rescatadas se encuentran custodiadas en el Museo Egipcio de Berlín y el Museo Egipcio de Múnich.